# Plancher-les-Mines
Plancher-les-Mines é uma comuna francesa na região administrativa da Borgonha-Franco-Condado, no departamento do Alto Sona. Estende-se por uma área de 25.59 km². Em 2010 a comuna tinha 975 habitantes (densidade: 38,1 hab./km²).